# Midas oder Die schwarze Leinwand
Midas oder Die schwarze Leinwand ist ein Film zum Lesen des Schweizer Schriftstellers Friedrich Dürrenmatt und erschien postum 1991. Zu diesem Zeitpunkt lag er bereits in mindestens 12 Fassungen vor. Die in Drehbuchform erzählte Geschichte handelt von dem Protagonisten Richard Green, der zu Beginn mitteilt, dass er bereits verstorben sei, und daraufhin beginnt, von den Umständen, die zu seinem Tod führten, zu erzählen.

## Handlung
Die Handlung beginnt damit, dass das Drehbuch, welches sonst immer über das Geschehen auf der Leinwand aufklärt, diese einfach als Schwarze Leinwand beschreibt. Diesen Sachverhalt kommentiert sogleich die Stimme des Protagonisten Richard Green, die sich dafür entschuldigt, dass nichts zu sehen ist. Hierbei stellt er auch klar, dass er bereits verstorben ist, doch als er gelebt habe, einer der reichsten Menschen der Welt war, und dass er nun die Umstände darstellen möchte, die zu seinem Tod geführt haben. Hierfür lässt er kleine Szenen auf der Leinwand erscheinen: Es ist ein Dialog zwischen dem Auftragsmörder Grünspan und dem Generaldirektor Plüss der fiktiven Monteleone-Holding zu sehen, in welchem dieser Grünspan engagieren möchte, um Green zu ermorden, der wohl mehrere Konzerne „erledigt“ hat. Nun besteht die Angst, dass Monteleone-Holding der Nächste in der Reihe sein wird. Diese Szene beschreibt Green allerdings gleich als frei erfunden, da er sich nicht sicher sei, wer Grünspan beauftragt habe und die Monteleone-Holding nur eine von vielen Möglichkeiten sei. Aus diesem Grund beschreibt er einen Fehler, den er zu Lebzeiten begangen hat, als er ein Angebot eines weiteren Superreichen, nämlich Achmed Ismali, ablehnte, der die Verschmelzung ihrer beiden Konzerne forderte. Auch diese Szene wird auf der Leinwand gezeigt. 
Nun beginnt sich Friedrich Dürrenmatt (Im Werk als F.D. bezeichnet) selbst einzuschalten und über die Schwierigkeit der Rolle Green mit eben diesem zu diskutieren. Hierbei stellt sich heraus, dass F.D. sich Green als Midas vorstellt, doch selbst sich Midas auch nur so vorstellt, wie er sich Green vorstellt, wodurch Green einen Schauspieler X wählt, den er als sich ausgibt, um zu wissen, wie er aussieht. 
Nun beginnt auf der Leinwand eine Schauspielerin einen Text, im Privattheater des Sohnes von Green, nämlich Henry Green, aus dem Stück Midas zu rezitieren, was Richard Green an sein Beiwohnen dieser Probe erinnerte. Auch erinnerte es ihn daran, dass das letzte Gespräch, welches er und sein Sohn führten, ein äußerst belangloses war, weshalb nun eben dieses auf der Leinwand zu sehen ist. Hieraus entwickelt sich nun allerdings ein Monolog, welchen Green über seine Taten hält, welche oftmals zum Tode mehrere Bankiers, Großindustriellen etc. geführt haben. Es folgt abrupt eine kurze Schilderung eines Erlebnisses Greens mit einem Callgirl. Danach fliegt er in seinem Privat-Jet zum Aufsichtsrat seines sog. Green-Imperiums, in dem er den Vorschlag gemacht bekommt, sich abends vor einen Fernlaster zu werfen, wobei er als Vorwand nutzen soll, einen Brief einwerfen zu wollen. Die Motivation für diesen Vorschlag entstand durch finanzielle Probleme, in denen sich Greens Konzern zurzeit befindet. Doch lehnt Green ab. Daraufhin ruft Green F.D. wieder herbei, bei dem er sich beschwert, dass der Schauspieler X ihn nicht verkörpern könne, da er einen Schnurrbart trage, weshalb nach langem Hin und Her ein Schauspieler Z die Rolle des Green übernimmt. Doch entschließt sich F.D. an diesem Punkt nicht weiter zu schreiben, weshalb Green zusammen mit einem gewissen Frank darauf wartet, dass F.D. sich wieder ihnen zuwendet. Als dies geschieht, fasst der noch lebende Green nun den Plan, den Vorschlag des Aufsichtsrates an die Öffentlichkeit zu bringen, um einen Skandal zu verursachen. Doch erfährt er von seinem Großverleger Samuel, dass Grünspan von seinem Aufsichtsrat angeheuert wurde, ihn zu töten, und nun in der Stadt ist. 
Nun entpuppt sich auch der Großverleger als an Greens Tod interessiert und legt ihm nahe, sich vor den Laster zu werfen, woraufhin Green seinen Rückweg antritt. Auf diesem begegnet er einer jungen Frau mit Hund, welche er zuvor auf einem Plakat gesehen hatte, und folgt ihr nach Hause, wo sie miteinander schlafen. Doch verwandelt sich die Frau in Gold und liegt leblos auf dem Bett. Von diesem Erlebnis geschockt besucht er den Professor Abraham, dem er sich anvertrauen möchte. Er sagt ihm, dass jeder bereits von der Forderung des Aufsichtsrats weiß, was Green an seine Mutter denken lässt, welcher er sogleich einen Besuch abstattet und ihr Blumen zu ihrem 90. Geburtstag schenkt. Doch steht seine Mutter nicht hinter ihm, sondern wirkt verständnislos darüber, weshalb Green noch leben möchte. Nun ruft der bereits tote Green zum dritten Male F.D. herbei, welchen er anfleht nicht sterben zu müssen. In diesem Gespräch stellt sich heraus, dass Green dabei ist sämtliche Drehbücher zu verändern, damit er nicht sterben muss. Doch F.D. sieht für Green keine andere Möglichkeit als den Tod, weshalb er ihn zurück in die Szene zu seiner Mutter wirft. Diese verlässt Green allerdings hektisch und begibt sich mit seinem Privat-Jet zu Achmed Ismali. Dieser erklärt ihm, dass er vor kurzer Zeit mit Greens Konzern fusioniert hat und erläutert, weshalb Green sterben muss, da andernfalls Green sämtliche Folgen eines Falls nach der Hochkonjunktur zur Last gelegt werden würde. Danach landet Green wieder mit seinem Jet auf dem Flugplatz der Höllmann-Werke, wo er von Frank abgeholt und zu seiner Frau Hélène gebracht wird. Vor ihrer Villa ruft Green nun nochmals F.D. herbei. Doch diesmal wendet sich der Schauspieler Z als Schauspieler an F.D. und kritisiert das 11. Drehbuch, indem er die Geschichte weiter erzählt. 
So berichtet er, dass Green seine Frau Hélène begrüßt und ihr mitteilt, er müsse einen Brief einwerfen. Doch kritisiert der Schauspieler Z hier, dass diese Handlung unter der Voraussetzung geschieht, dass Green nicht weiß, dass Hélène weiß, dass er sich vor den Laster werfen soll. Daraufhin verlässt er die Villa. Doch bemerkt Green, als er in den Saal zurückkehrt und sich nicht unter den Laster geworfen hat, dass ihn alle verständnislos anstarren. Als Z geendet hat, erwähnt F.D., dass er soeben die erste Notiz zu Midas gefunden hat, und liest diese vor. In dieser werden die ersten Gedanken F.D.s geschildert, der zuvor Midas noch nicht als Teil der Geschichte sah und Green ein bankrotter Industrieller war, der angeboten bekommen hat, dass seine Schulden gedeckt werden können, würde er eine Lebensversicherung abschließen und sich vor einen Laster werfen. Diese Idee gefällt Z und beide sind sich einig, dass die Szene der Erkenntnis, in der alle von seiner Aufgabe wissen, aus dem Drehbuch gestrichen werden muss. So entwickelt F.D. schnell ein weiteres Ende, indem Green sich vor den Laster wirft und diesen in Gold verwandelt. Doch hält F.D. ein anderes Ende noch für sehr viel wahrscheinlicher: Er lässt Green sich nicht vor den Laster werfen und zurück in die Villa gehen in der Grünspan ihn erwartet. Green erkennt sein Schicksal und beide gehen in den Park, in dem Grünspan Green erschießt.

## Hauptfiguren
- Richard Green ist ein in der Geschichte bereits verstorbener Großindustrieller, der einer der reichsten Menschen der Welt war, doch von Grünspan erschossen wurde. Er hat einen Sohn namens Henry Green.

- Grünspan ist ein Auftragsmörder, der von Greens Aufsichtsrat beauftragt wurde, diesen umzubringen.

- F.D. ist die Rolle des Friedrich Dürrenmatt. Er ist Teil der Handlung, die er gleichzeitig schreibt.

- Die Schauspieler X und Z verkörpern Richard Green zu unterschiedlichen Zeiten im Werk. Der Schauspieler Y wird später durch Z ersetzt.

- Achmed Ismali ist neben Green ein weiterer Superreicher, der mittlerweile im Krankenhaus liegt und durch Maschinen am Leben gehalten wird.

- Professor Abraham  ist ein Freund von Green.

- Rosa Green ist Richard Greens Mutter.

- Hélène ist Greens Frau.

## Entstehung
Von Midas oder Die schwarze Leinwand gibt es mindestens zwölf Fassungen, die sich im Laufe von Dürrenmatts Schaffensprozess in unterschiedlichen Kontexten bildeten. So wurde Midas erstmals 1970 in Dürrenmatts Stoffe-Projekt unter dem Titel Coq au vin skizziert (zu diesem Zeitpunkt allerdings noch ohne den Bezug zur Mythologie des Midas). Doch wurde er 1972 zusammen mit anderen solcher Skizzen erstmal aus dem Stoffe-Komplex herausgenommen. Erst 1980 wendete sich Dürrenmatt wieder dem Stoff, diesmal allerdings als eigenständigem Text, zu. Dieser wurde dann 1981 unter dem Titel Midas oder das zweite Leben für Maximilian Schell, mit dem Vorhaben den Stoff zu verfilmen, zu einem Drehbuch erweitert. Jenes wurde dann im Reiss Bühnenvertrieb als Typoskript veröffentlicht, das allerdings unverkäuflich blieb und bis 1984 weiterverarbeitet wurde. In diesem Zusammenhang strich Dürrenmatt 1983 die Ballade von Midas aus dem Drehbuch und entwickelte sie als eigenständigen Text weiter. Doch wurde die Ballade 1984 wieder in Prosaform zu dem Stoff hinzugefügt, als Dürrenmatt diesen als Novelle zu bearbeiten begann. Ab 1990 arbeitete er dann sowohl an der Novellenfassung als auch an der Drehbuchfassung, welche nun zu einem Film zum Lesen überarbeitet wurde. Die 12. und auch letzte Fassung, die von Dürrenmatt auf den 31. Juli 1990 datiert wurde, erschien dann 1991 im Diogenes-Verlag.
Über die erste Skizze des Stoffes findet sich auch im Werk selbst eine Referenz, in dem F.D. (also Dürrenmatt selbst) seine erste Notiz zu Midas vorträgt.

## Adaptionen
Dürrenmatt selbst verarbeitete den Kampf um die Rolle des Midas zwischen Green und F.D. durch eine Verschmelzung dieser in fünf Filzstiftzeichnungen.
2019 setzte die Videokünstlerin und Regisseurin Hannah Dörr Midas oder Die schwarze Leinwand in einen Kurzspielfilm mit dem Titel MIDAS um.